# Обыкновенный белошапочный сорокопут
Обыкновенный белошапочный сорокопут, или южный белоголовый сорокопут (лат. Eurocephalus anguitimens), — вид птиц семейства сорокопутовых. Выделяют два подвида. Распространён на юге Африки.

## Описание
Обыкновенный белошапочный сорокопут достигает длины около 24 см и массы от 51 до 70 г. Половой диморфизм не выражен. У взрослых особей номинативного подвида лоб, макушка и затылок белые. Чёрная линия проходит от основания клюва прямо через глаз и ниже глаза и соединяется с большим чёрным пятном на кроющих перьях ушей, задней стороне горла и сбоку затылка. Кроющие ушей и бока шеи часто сажисто-коричневого цвета. Верхняя часть тела, включая лопатки, пепельно-коричневая. Верхняя часть крыльев тёмно-коричневая, все маховые перья с бледными узкой бахромой и кончиками, кроющие перья крыльев менее тёмные, чем маховые перья. Хвост тёмно-коричневый, перья с очень узкой бледной каймой и бледными кончиками. Нижняя часть тела от подбородка и горла до середины брюха грязновато-белые, верхняя часть груди с желтоватым оттенком. Низ брюха, бока и подхвостье пепельно-коричневые, нижние кроющие перья хвоста серовато-коричневые. Радужная оболочка тёмно-коричневая; клюв чёрный; ноги тёмно-коричневые. 
Молодь похожа на взрослую особь, но с более серой макушкой, испещрённой пятнами и слабыми полосами, перья крыльев по краям и на концах бурые, нижняя часть тела пепельно-коричневая, клюв бледнее, ноги сероватые. Подвид E. a. niveus очень похож на номинанта, но мантия и лопатки более бледные.

## Голос
Вокализация разнообразная и сложная. Позывки, как правило, громкие, с некоторыми резкими писками и взвизгиваниями, некоторые с гнусавостью. Территориальные крики, вероятно, начинает доминантный самец с «kaekaew» (звучит как игрушечная труба), на что другие члены группы отвечают хором с разнообразными криками, включая заикающиеся и болеющие звуки «k-k-k-kaew», «skwee-кви-кви», «kaeeer» и «chuk» или «chut». При опасности издают низкий звук «krrr»; а также одна из птиц издаёт громкие носовые «kaeeeer», на что остальные мгновенно реагируют повторяющимся «k-kaeeke...». Контактные звуки представлены блеющим звуком «kaee» и повторяющимся «k-kaeeke...». Заикающееся «kida-kida-kida...», по-видимому, используется для приветствия или при приближении к птенцам с едой; другие крики, по-видимому издаются, когда найдена предпочтительная пища, — «tchetchetche...»; крик молодых особей, выпрашивающих пищу — громкий хриплый «skea-skea-skea...».

## Места обитания и поведение
Обыкновенный белошапочный сорокопут обитает в открытых лесных массивах с высокими лиственными колючими деревьями и разреженным подлеском, а также в парках. Часто встречается вблизи крупных рек в приречных зарослях, но также в полупустынных саваннах с колючими кустарниками, иногда в деревенских садах. Птицы держатся в основном парами или семейными группами, состоящими из родительской пары птиц и потомства от предыдущих выводков. Количество особей в группе обычно не превышает пяти—шести, но может достигать двадцати особей. Иногда присоединяются к смешанным стаям других видов, таких как представители рода токо (Tockus). Семейные группы проводят большую часть своего времени, перемещаясь по определённой территории, размер которой может составлять до 200 гектаров. Территория агрессивно защищается от любых вторжений или угроз. Различные члены группы общаются друг с другом с помощью разнообразных высоких свистящих и резких криков, обычно выбирая хорошо заметные присады для общения с сородичами и осмотра окрестностей в поисках добычи.

## Биология
Обыкновенный белошапочный сорокопут охотится поодиночке, парами и небольшими группами. Питается в основном членистоногими, главным образом насекомыми. По-видимому, предпочитает крупную добычу, такую как саранча и кузнечики (Orthoptera), гусеницы чешуекрылых (Lepidoptera), перепончатокрылые (Hymenoptera), термиты (Isoptera) и жесткокрылые (Coleoptera); питается также многоножками (Diplopoda) и мелкими фруктами. Высматривает добычу с высоты 3—6 м от земли, но добывает преимущественно на земле. Собирает насекомых со стволов, веток и листвы; иногда зависает вверх ногами, чтобы исследовать вероятные места; также порхает среди листвы, чтобы поймать добычу. Часто ловит насекомых в воздухе. 

### Размножение
Обыкновенный белошапочный сорокопут — моногамная территориальная птица. Гнездится одиночными парами, но часто с 4—5 помощниками. Кооперативное размножение предполагает внепарные спаривания и/или внутривидовой паразитизм. Сезон размножения продолжается с сентября по февраль, в основном с октября по декабрь; по–видимому, за сезон бывает один выводок. Гнездо сооружается обоими родительскими птицами, иногда с помощью одного или двух помощников, работа занимает 3—4 недели. Гнездо представляет собой аккуратную, прочную чашечку размером примерно 12,5 см в поперечнике и примерно 7,5 см в высоту, изготовленную из тонких стеблей травы, волос и перьев. Снаружи гнездо покрыто ровным слоем паутины, придающей гнезду гладкий серебристо-серый цвет и сходство с веткой, покрытой лишайником. Обычно размещается на высоте 4—6 м от земли на боковой ветви акации (Acacia), иногда на листопадном дереве (например, рода Brachystegia); гнездо может быть отремонтировано и использовано повторно на следующий сезон. В кладке 2—6 яиц, обычно 3—4, иногда размер кладки достигает 10 яиц (вероятно, результат того, что две самки откладывают яйца в одном гнезде). Окраска скорлупы беловатого цвета, с серыми и коричневыми пятнами и вкраплениями, главным образом на более крупном конце. Насиживает кладку самка, иногда (короткое время) помощники. Инкубационный период составляет около 20 дней; птенцы оперяются через 18—20 дней. В кормлении и уходе за птенцами участвуют все члены группы.

## Подвиды и распространение
Выделяют два подвида:
- Eurocephalus anguitimens anguitimens Smith, 1836 – от юга Анголы и северо-восток Намибии до юга Замбии, центра Зимбабве и севера Южной Африки
- Eurocephalus anguitimens niveus Clancey, 1965 – от юго-востока Зимбабве до Мозамбика, Эсватини и востока Южной Африки

## Охранный статус
Международный союз охраны природы относит обыкновенного белошапочного сорокопута к видам, вызывающим наименьшие опасения. Численность глобальной популяции не определена количественно, но сообщается, что в разных частях ареала этот вид оценивается от редкого до очень распространённого. Предполагается, что популяция стабильна в отсутствие свидетельств какого-либо сокращения или существенных угроз.